# Hans von Rehbinder
Hans Wilhelm von Rehbinder, ros. Ребиндер Ганс Вильгельм (ur. 1728, zm. 24 stycznia 1779 w Petersburgu) – rosyjski pułkownik, dyplomata, radca stanu.
Pochodził ze starego arystokratycznego rodu, który na początku XV w. przeniósł się z Westfalii do ówczesnej Liwonii. Hans Wilhelm von Rehbinder był członkiem Rady Admiralicji (Совет Адмиралтейства). W okresie lat 1762-1775 pełnił funkcję ministra-rezydenta Rosji w Gdańsku. 